# Bilibili
Bilibili (stilisiert als  bilibili, chinesisch 哔哩哔哩, Pinyin bìlībìlī; Spitzname B站 wörtlich „die B-Site“, NASDAQ: BILI) ist eine Video-Sharing-Website, die sich mit Zeichentrickfilmen, Comic und Spielen (Anime, Comic and Games (ACG)) in China beschäftigt. Benutzer können Kommentar-Untertitel für Videos einreichen, anzeigen und hinzufügen. Bilibili verwendet einen Adobe-Flash- oder HTML5-Player, der manuell umgeschaltet werden kann, um vom Benutzer übermittelte Videos wiederzugeben, die entweder von ihm selbst oder bei Drittanbieter-Quellen gehostet werden, mit einem Echtzeituntertitelsystem für interaktive Wiedergabe.
Mit der schnell wachsenden Besucherzahl auf Bilibili entschied sich das Unternehmen, seine Funktionen zu erweitern: Neben den vorherrschenden Themen bietet Bilibili jetzt Videos aus verschiedenen Bereichen an, darunter Musik, Tanz, Wissenschaft und Technologie, Unterhaltung, Film, Drama, Mode, Alltag und sogar Werbefilme. Auch Bilibili bietet einen Live-Streaming-Dienst, bei dem das Publikum mit Streamern interagiert. In der Regel geht es um Zeichentrickfilme, Erstellen von Inhalten, Spielestrategien usw.
Neben Videos bietet Bilibili auch Spiele an, hauptsächlich mobile Spiele, die sich auf ACG (Animation, Comic und Spiele) beziehen, wie die chinesische Version des japanischen Freetoplay-Smartphonerollenspiels Fate/Grand Order.
Inspiriert von ähnlichen Video-Sharing-Websites Nico Nico Douga und AcFun, hat der Gründer von Bilibili, Xu Yi (chinesisch 徐逸, Pinyin xúyì, bekannt als „9bishi“ Internet) nach dem Hochschulabschluss in drei Tagen eine Prototyp-Website mit dem Namen Mikufans.cn erstellt und am 24. Januar 2010 die Website mit dem Namen Bilibili neu aufgelegt. Später im Jahr 2011 wurde Hangzhou Huandian Technology gegründet, um die Entwicklung und den Betrieb von Bilibili zu verwalten. Laut Alexa.com ist bilibili.com in China auf Platz 17 und weltweit auf Platz 64 der meistaufgerufenen Internetseiten.

## Geschichte
Bilibili wurde 2009 von Xu Yi gegründet. Zu dieser Zeit war Xu Yi ein Benutzer von AcFun und wollte eine bessere Website als AcFun erstellen. Er erstellte binnen drei Tagen eine Prototyp-Website mit dem Namen Mikufans.cn als Fandom – Community von Hatsune Miku. Als es wuchs, formte er die Website um, um sich auf Video-Sharing zu spezialisieren, und startete sie am 14. Januar 2010 unter dem Namen Bilibili (bilibili.us), der Spitzname der Protagonistin Mikoto Misaka im Anime A Certain Scientific Railgun für sie elektrische Supermacht. Bilibili nennt auch viele seiner Merkmale mit Bezug auf diesen Anime, zum Beispiel, um einem Benutzer eine „Münze“ als Beitrag zu geben, was der Hinweis auf Mikoto Misakas Vorliebe ist, Münzen zu verwenden, um ihren Strom zu schießen. Darüber hinaus feiert Bilibili jeden 2. Mai auf seiner Homepage den Geburtstag von Mikoto Misaka.
Im Jahr 2011 wurde Bilibilis Domainname bilibili.us wegen der Durchsetzung der .us-Beschränkungen durch den Domain-Registrar aufgehoben. Daher wechselte Bilibili am 25. Juni 2011 zum Domainnamen bilibili.tv. Danach gründete Xu Yi Ende 2011 das Startup Hangzhou Huandian Technology (chinesisch 幻 电, Pinyin huàndiàn – „fantastische Elektrizität“) in Hangzhou (Hangzhou), Zhejiang (Zhejiang) für bessere Entwicklung und Betrieb von Bilibili.
Im April 2012 schloss Bilibili mit Nico Nico Douga eine Vereinbarung zur Verwertung der neuesten chinesischen Episoden des neu ausgestrahlten Animes Fate/Zero zum 7. April. Dieses Programm wurde jedoch zensiert und nach drei Episoden gestoppt, weil es als nicht autorisierter Betrieb von Audio-Video-Rundfunkdiensten im Internet gemeldet wurde. Die Betreibergesellschaft Hangzhou Huandian Technology wurde von der lokalen Regierung verwaltungsrechtlich bestraft und mit einer Geldstrafe von 10.000 Yuan sanktioniert.
Im August 2012 begann Bilibili, Logos auf seiner Homepage anzuzeigen, um die Zugehörigkeit zur staatlichen Shanghai Media Group anzuzeigen und die Verwendung verschiedener Lizenzen von Inhaltsanbietern zu teilen, um zukünftige Rechtsrisiken zu vermeiden. Unterdessen wurden anonyme Besucher von bilibili.tv zu einer Subdomain der Broadband-Tochter von Shanghai Media Group (bilibili.smgbb.cn) umgeleitet.
Im März 2018 beantragte Bilibili einen US-amerikanischen Börsengang von bis zu 4 Milliarden US-Dollar bei der Securities and Exchange Commission und plante, an der New Yorker Börse notiert zu werden. Das Unternehmen wurde am 28. März 2018 an der NASDAQ unter dem Symbol BILI notiert. Zu den größten institutionellen Investoren gehören neben den Investmentgesellschaften Kami Sama Limited (8,8 %) und Loyal Valley Capital (5,9 %) auch die beiden chinesischen Technologieunternehmen Tencent mit 13,3 % und Alibaba (über Taobao) mit 7,2 %.